# Metagonia heraldica
Metagonia heraldica är en spindelart som beskrevs av Cândido Firmino de Mello-Leitão 1922. 
Metagonia heraldica ingår i släktet Metagonia och familjen dallerspindlar. Inga underarter finns listade i Catalogue of Life.